# Запис оброк на Балботници јужни (Базовик)
Запис оброк на Балботници јужни (Базовик) се налази на парцели чији је власник ЈП Србијашуме.

## Локација
| Општина             | Пирот                                                                       |
| Катастарска општина | Базовик                                                                     |
| Потес               | Балботница                                                                  |
| Координате          | 43° 18′ 57″ С; 22° 26′ 34″ И / 43.315800000000003° С; 22.442699999999999° И |
| Надморска висина    | 848m                                                                        |

## Карактеристике
Дендрометријске вредности утврђене на терену и сателитским снимцима:
| Стабло                     | Крст |
| Висина стабла              | m    |
| Обим дебла                 | m    |
| Пречник крошње             | 0m   |
| Пречник дебла              | m    |
| Висина дебла до прве гране | m    |

## База записа
Запис је у оквиру Викимедија пројекта "Запис - Свето дрво" заведен под редним бројем 0850.